# (20115) Niheihajime
(20115) Niheihajime est un astéroïde de la ceinture principale.

## Description
(20115) Niheihajime est un astéroïde de la ceinture principale. Il fut découvert le 12 novembre 1995 à Nanyo par Tomimaru Okuni. Il présente une orbite caractérisée par un demi-grand axe de 2,67 UA, une excentricité de 0,23 et une inclinaison de 12,8° par rapport à l'écliptique.

## Compléments